# Мейер, Дебби
Дебора Элизабет Мейер (англ. Deborah Elizabeth Meyer, в браке Вебер, англ. Weber; род. 14 августа 1952, Аннаполис, Мэриленд, США) — американская пловчиха, трёхкратная чемпионка летних Олимпийских игр 1968 года, двукратная чемпионка Панамериканских игр 1967 года.

## Биография
Дебора Элизабет Мейер родилась в 1952 году в Аннаполисе. В детстве страдала астмой. На Панамериканских играх 1967 года одержала победу на дистанциях 400 и 800 м вольным стилем. На летних Олимпийских играх 1968 года 16-летняя Мейер победила на трёх дистанциях (200, 400 и 800 м вольным стилем) и установила три мировых рекорда. Она стала первой спортсменкой, которая завоевала три золотые медали в индивидуальных заплывах. На летних Олимпийских играх 2016 года её достижение повторила её соотечественница Кэти Ледеки. Впоследствии Мейер установила 15 мировых рекордов и 24 рекордов США в плавании вольным стилем. В 18-летнем возрасте она завершила карьеру из-за проблем со здоровьем. Работала тренером в Калифорнии, открыла собственную школу. 
В 1968 году Мейер была удостоена Приза имени Джеймса Салливана. В 1969 году её признали спортсменкой года по версии Associated Press. В 1977 году она была включена в Зал Славы мирового плавания.
История ухода Майер из спорта упоминается в советском художественном фильме 1978 года «Всё решает мгновение».